# Caenagnathasia
Caenagnathasia („Nová čelist z Asie“) byl rod malého oviraptorního teropodního dinosaura, žijícího před asi 90 miliony let (svrchní křída) na území dnešního Uzbekistánu (souvrství Bissekty) a Číny (souvrství Iren Dabasu).

## Popis
Caenagnathasia byl rod, který patřil mezi nejmenší známé (neptačí) dinosaury vůbec, s délkou jen 0,6 až 1 metr, výškou ve hřbetu asi 30 cm a hmotností kolem 1,4 kg. Caenagnathasia je také geologicky nejstarší známý caenagnatoid. Pravděpodobně se jednalo o aktivního lovce drobných obratlovců.
Relativně blízce příbuznými rody jsou severoamerické taxony Caenagnathus, Anzu a Leptorhynchos.